# Памятники промышленной революции эпохи Мэйдзи: заводы, верфи и угольные шахты
Памятники промышленной революции эпохи Мэйдзи: заводы, верфи и угольные шахты (яп. 明治日本の産業革命遺産 製鉄・鉄鋼、造船、石炭産業 Meiji nihon no sangyoukakumeiisan seitetsu tekkou, zousen sekitansangyou) — группа объектов Всемирного наследия ЮНЕСКО, состоящая из 8 исторических мест, которые сыграли важную роль в индустриализации Японии во времена Бакумацу и в период Мэйдзи. Эти памятники являются частью промышленной наследия страны. В 2009 году они вошли в предварительный список Мирового наследия, а в 2015 году, во время 39-й сессии комитета Всемирного наследия ЮНЕСКО, были официально зачислены в список Всемирного наследия ЮНЕСКО.
Всего в список Мирового наследия попали 8 объектов промышленной революции Мэйдзи и 30 их отдельных компонентов: